# 타이니 보냄
어니스트 에드워드 "타이니" 보냄(영어: Ernest Edward "Tiny" Bonham, 1913년 8월 16일~1949년 9월 15일)은 미국의 프로 야구 선수로, 메이저 리그 베이스볼(MLB)에서 투수로 뛰었다. 우투우타였으며, 1940년부터 1946년까지 뉴욕 양키스에서, 1947년부터 1949년까지 피츠버그 파이리츠에서 선수 생활을 했다. 1942년 시즌에는 21승을 거뒀다. 캘리포니아주 아이오운 태생으로, 188cm와 97kg의 거대한 체구와는 대조되는 "타이니"(Tiny, 아주 작은)라는 별명을 얻었다.

## 선수 경력
1934년 6월에 아이오운 고등학교를 졸업한 보냄은 다음해 1월에 뉴욕 양키스와 월급 160~175 달러에 계약을 맺었다. 양키스의 스카우트 조 더바인이 보냄과 계약을 체결했다.
1935년에 퍼시픽 코스트 리그의 오클랜드 오크스에서 프로 선수 경력을 시작해 뉴욕 양키스의 마이너 리그 시스템을 거치며 실력을 쌓았다. 1940년 시즌에 트리플 A의 캔자스시티에 있다가 당시 약하다고 평가받던 양키스 투수진에 합류했다.
이후 1946년까지 양키스 소속으로 뛰었으며, 특히 1941년부터 1943년까지는 3년 연속 아메리칸 리그(AL) 페넌트 우승을 이끈 조 매카시 감독 투수진의 주축이었다. 에베츠 필드에서 치러진 1941년 월드 시리즈 5차전에서는 브루클린 다저스를 상대로 4피안타 1실점 완투승을 거두며 팀의 3–1 승리를 이끌었다. 1942년은 커리어 하이 시즌으로, 21승(6완봉 22완투), 승률 .808로 완봉, 완투, 승률 부문 AL 1위에 올랐다. 1942년과 1943년에는 올스타에 선정되었다. 1942년과 1943년 월드 시리즈에서는 세인트루이스 카디널스를 상대로 모두 두 차례 선발 등판해 패전 투수가 되었다.
1946년 10월 24일, 래리 맥파일 뉴욕 양키스 구단주는 피츠버그 파이리츠에 보냄을 보내고 좌완 투수 쿠키 쿠쿠룰로를 받아오는 트레이드를 단행했다. 보냄과 맥파일 사이의 좋지 않은 관계가 이 트레이드의 원인이라는 소문이 있었으나, 양키스와 파이리츠 구단 관계자는 보냄이 이미 웨이버 공시된 상태였다고 밝혔다.
보냄은 건강 상태가 좋지 않아 꾸준히 등판하기는 어려웠지만, 파이리츠에서 3시즌 동안 안정적인 활약을 펼쳤다. 1949년에는 2연패 이후 6연승을 거두며 부진에 빠져있던 소속팀에 힘을 보탰고, 자신의 메이저 리그 마지막 경기였던 8월 27일 필라델피아 필리스와의 경기에서는 8피안타 2실점 완투승을 거두며 팀의 8–2 승리에 공헌했다.
1949년 9월, 보냄은 원정 경기 중에 소속팀에 복부 통증을 호소했다. 선수단이 피츠버그로 돌아온 후 보냄은 프레스비테리언 병원에 입원했고, 막창자꼬리 절제술을 받게 되었는데 장 관련 합병증으로 인해 수술 시간이 3시간 더 길어졌다. 수술 후 합병증으로 상태가 더욱 악화되었음에도 의사들은 보냄이 회복할 것이라고 생각했지만, 증세가 악화되어 결국 보냄은 9월 15일 오전 11시 45분에 사망했다. 보냄의 시신은 장례식을 위해 피츠버그에서 캘리포니아주 새크라멘토로 이송되었다. 유가족들은 9월 17일 새크라멘토에 있는 세인트메리 공동묘지에서 장례를 치렀으며, 세이크리드 하트 가톨릭 교회의 마이클 라이온스 몬시뇰 신부가 집전했다. 보냄의 오크스 시절 팀 동료였던 빌리 라이몬디와 여러 지역 유력 인사들이 보냄의 관을 멨다. 9월 16일, 파이리츠 구단은 브루클린 다저스와의 경기에서 보냄을 추모하는 행사를 가졌다.
보냄은 메이저 리그 통산 10시즌 동안 1,551이닝을 소화하며 103승 72패, 승률 .589, 478탈삼진, 3.06의 평균자책점을 기록했다.